# Elfi Zinn
Elfi Zinn (República Democrática Alemana, 24 de agosto de 1953), también llamada Elfi Rost, es una atleta alemana retirada, especializada en la prueba de 800 m en la que llegó a ser medallista de bronce olímpica en 1976.

## Carrera deportiva
En los JJ. OO. de Montreal 1976 ganó la medalla de bronce en los 800 metros, con un tiempo de 1:55.60 segundos, tras la soviética Tatyana Kazankina que con 1:54.94 segundos batió el récord del mundo, y la búlgara Nikolina Shtereva (plata).